# Barnet FC
Barnet FC är en engelsk fotbollsklubb i Barnet i London, grundad 1888. Hemmamatcherna spelas på The Hive Stadium. Smeknamnet är The Bees. Klubben spelar i National League.
Efter två säsonger i Football Conference, som är den femte nivån i det engelska ligasystemet, kunde Barnet genom att vinna serien och bli mästare återta sin plats i League Two i slutet av säsongen 2014/15. Klubben spelade tidigare i League Two under säsongerna 2005/06–2012/13. Barnet blev 2014/15 som första klubb mästare i Football Conference för tredje gången.
Hemmamatcherna spelas sedan starten på säsongen 2013/14 på The Hive Stadium, i Edgware i nordvästra London. Tidigare var Underhill Stadium hemmaplan för Barnet.
Smeknamnet The Bees anspelar på de klassiska randiga tröjorna.
Ordförande och ägare sedan 1994 är Anthony "Tony" Kleanthous.
Ett flertal spelare har representerat Barnet och sedan gått vidare och spelat i Premier League. Bland dessa spelare återfinns Dougie Freedman, Marlon King, Andy Clarke, Linvoy Primus, Maik Taylor, Mark Gower och Jason Puncheon.
Många spelare har också representerat Barnet i slutet av sina karriärer, bland andra Jimmy Greaves, Mark Lawrenson, David Hillier, Alan Pardew, John Oster och Edgar Davids.
Klubben är en av de tre starkaste i den årliga tävlingen Herts Senior Cup, som spelas mellan klubbarna i Hertfordshire. De andra antagonisterna är Watford och Stevenage.

## Historia

### 1888–1919
1888
Barnet FC bildades 1888 efter att tidigare ha kallats Woodville FC (1882–1885) och New Barnet FC (1885–1888) . De lila-svarta bildades av före detta studenter från Cowley College och Lyonsdown Collegiate School i New Barnet. De spelade på Woodville Road och senare på Victoria Recreation Ground innan de till slut flyttade till Queens Road, Barnet i november 1889. 
Till en början spelade de vänskapsmatcher i en liga som kallades the Olympian League. De var sedan med och bildade North London League 1892. Nu började ett riktigt seriesystem bildas över hela England och Barnet FC spelade i North Middlesex League. 1895 kom de tvåa i Division 2 och avancerade till Division 1. Framgångsvågen fortsatte och Barnet slutade ännu en gång tvåa med avancemang till Premier Division som resultat. Ett klassiskt år i Barnets historia är 1896 då klubben som nykomlingar lyckades vinna North Middlesex Premier Division. 
I dessa tider slog Barnet lag som Tottenham Hotspur och Thames Ironworks (West Ham) och hade tuffa derbyn mot North Enfield, Finchley FC och Hendon Town. Ärkerivalen var dock ett annat lag från Barnet, Barnet Avenue FC. The Queens Road var belägrad med upp till 1 000 åskådare när matcherna gick av stapeln. 
1897
Efter seriesegern 1896 gick Barnet upp i the London League Division 2. Klubben var nu lite av ett "Londons Åshöjden" och redan 1898 vann man ligan och uppflyttning till Division 1. The London League bestod på den här tiden av klubbar som Thames Ironworks, Clapton Orient, Queens Park Rangers, Tottenham Hotspurs reserves, Millwall Athletic reserves och Woolwich Arsenal. 
1901
Efter att 1899 ha varit avstängda i 6 veckor av the London Football Authority för att ha betalt orimliga löner till amatörspelare fick klubben börja kämpa för att betala sina växande skulder. 1901/02 var klubben tvungen att dra ner sina utgifter. Att spela i the London League var kostsamt så Barnet FC blev tvunget att börja om i the North Middlesex League. I fler försök att få in mer pengar började de också att hyra ut sin hemmaarena the Queens Road till sin ärkerival Barnet Avenue. Tråkigt nog blev skulderna till slut för stora och klubben gick i konkurs i november 1901. 
På den här tiden fanns många klubbar i Barnet men nästa årtionde skulle domineras av två, Barnet Avenue FC och Alston Works Athletic FC.
1904
Barnet Avenue FC hade bildats 1890 och hade vissa framgångar i Middlesexs juniorserier. De bildades av studenter från Christ Church School och blev ärkerivaler till Barnet FC. BAFC spelade sina matcher i Hadley, senare på Granville Road, Barnet Common och till slut på the Queens Road efter att Barnet FC hade gått i konkurs. 1904 tog Barnet Avenue FC rivalernas namn Barnet FC och bildade ett seniorlag. 
Efter att ha spelat i lokala serier förenade sig Barnet FC med en annan Barnet-baserad klubb,Barnet Alston. 
1912
Alston Works AFC bildades 1901, bara två veckor innan Barnet FC gick i konkurs. Laget bestod av arbetare på företaget Alston Works i Barnet. När de 1905 bildade seniorlag bytte de namn till Barnet Alston AFC. Laget skördade framgångar i the London Leagues mot reservlagen till Tottenham Hotspur, Queens Park Rangers, West Ham, Woolwich Arsenal, Chelsea och Fulham. 
Till en början spelade de på Underhill Farm och sedan på en plats där nuvarande Barnet Lane är placerad. 14 september 1907 skrevs historia i Barnet. Barnet Alston spelade då sin första match på nybyggda Underhill Stadium inför 800 åskådare. Premiärmotståndare var Crystal Palace och hemmaarena blev en succé direkt då BAAFC tog en 1–0-seger. 
1908 överskred Barnet Alston alla förväntningar. Laget spelade English Cup (FA Cupen) och tog en säker seger i första omgången genom att slå Enfield med 7–0. Därefter följde segrar mot Walthamstow Grange (3–2), Hounslow (3–1), Upton Park (4–2) och Shepherds Bush (4–1). Nu väntade en tuff match mot Exeter City. Exeter var på den här tiden en storklubb med flera landslagsmän i truppen och Barnet Alston fick se sig slagna på Underhill med 3–0. 
För att Barnet skulle få ett slagkraftigt och enat lag förenade sig Barnet Alston med Barnet Avenue år 1912. De bildade Barnet and Alston AFC. De spelade sina matcher på Underhill i f.d. Barnet FC:s lila-svarta tröjor. Till säsongen 1913 bytte man dock till de klassiska bärnstensfärgade (amber) och svart-randiga tröjorna. Under första säsongen spelade de i den nystartade amatörligan the Athenian League samtidigt som de hade ett lag i the Middlesex League. 
1919
Efter ett uppehåll i klubben under Första Världskriget bytte klubben återigen namn, denna gång till Barnet FC. Att klubben fortfarande hade rätt att spela på Underhill Stadium kunde de tacka fansen för. Under kriget hade supportrarna samlat ihop pengar ur egna fickor för att betala hyrorna för Barnet FC:s räkning.

### 1919–1965
1919
Organiserad fotboll var sällsynt under Första Världskriget men kort efter dess slut spelade Barnet FC i the Athenian League. 
Före kriget hade de slutat 2:a (1912/13), 6:a (1913/14) och säsongen 1919/20 slutade de 3:a i en serie på 12 lag. 
1920
Säsongen 1924/25 var det återigen Exeter City som stod i vägen i FA-cupen. Den här gången styrde Barnet kosan söderut och fick se sig slagna med samma siffror som sist, 0–3. 1925/26 förlorade Barnet mot proffsklubben Brentford. Matchen slutade 1–3 sedan Brentfords målvakt gjort två strålande räddningar på avslut från George Sparrow och Arthur Snaith. 
21 mars 1925 blev George Sparrow historisk. Han blev den första Barnet-spelaren att dra på sig Englands tröja i en landskamp mot Wales. 
1926 fick Barnet en ny ordförande. Alfred Shilling tackade för sig och lämnade över till Mr W. Watson. En ny läktare byggdes på Underhill. Den kostade 1200 £ och merparten av pengarna kom från Watson samt tre lokala välgörare. 
Med Watson vid ordförandeposten startade en framgångsrik era för Barnet. 1927 vann klubben Herts. Charity Cup efter att ha slagit St. Albans i finalen med 3–1. Som belöning för en fin säsong fick laget åka till Holland under påsken 1927. 
1929 blev Tom Goss hjälptränare i klubben och med honom kom några juniorspelare från Tottenham Hotspur. De mest framgångsrika var Taffy O'Callaghan, Willie Evans, A. Day och W. Whatley som tillsammans spelade 17 landskamper för Wales. 1929/30 gjorde Barnet sin bästa säsong på 10 år då de slutade 2:a i the Athenian League. 
1930
Efter andraplaceringen 1930 var förväntningarna höga inför nästkommande säsong. Barnet hade förstärkt med Lester Finch, Arthur Morris och Jack Richardsson. Det blev förlust i en träningsmatch mot St. Albans (2–5) och i första ligamatchen mot Walthamstow Avenue (1–5) men efter det vann Barnet FC alla matcher fram till sista ligamatchen mot Sutton United (2–3). Barnet vann Athenian League med 12 poäng. Barnet var nu laget på allas läppar och vann ligan två år i rad. I FA-cupen förlorade de mot Queens Park Rangers med 3–7 inför 7000 åskådare på Underhill.
För första gången lyckades också Barnet vinna Middlesex Senior Cup. Året efter försvarade de sin titel och gick också till final i London Senior Cup, som de senare lyckades vinna 1938 när de slog Leyton på Highbury inför 20 000 åskådare.
Det var under den här tiden som Lester Finch, född och uppvuxen i Barnet, blev ordinarie på vänsterkanten för England 1933–1939. En annan spelare som blivit legendarisk är Arthur Morris som räknades som en av de vassaste anfallarna i England. Under sina åtta säsonger i Barnet gjorde Morris 400 mål.
1939–1945
Under kriget var Athenian League, FA-cupen och Amatör-cupen vilande. Barnet arrangerade då the Herts. and Middlesex League. Första året slutade laget 2:a och framgångarna fortsatte. Medan bomberna föll över världen vann Barnet the London Senior cup (1940–1941), Herts. Senior Cup (1941–1942, 1944–1945), Herts. Charity Cup (1942–1943, 1944–1945), Herts. Hospital Cup (1942–1943), Herts. Middlesex League Cup (1944–1945) och Finchely Hospital Cup (1944–1945). Två spelare, J. Gerrans och J. McCarthy blev ärade genom att bli värvade till Brittiska Armén. Ett riskfyllt uppdrag skulle det visa sig. En ung lovande spelare, sergeant Harold Faircloth M.M. miste livet under kriget.
En otrolig historia finns kring löjtnant Dennis Kelleher. Han blev tillfångatagen i Tobruk och blev förd till ett fängelse i Tyskland. Kelleher tröttnade dock snabbt på tillvaron och efter tre veckor lyckades han rymma och fly tillbaka till England. Han anlände till England på en torsdag och på lördagen drog han på sig Barnets tröja och gjorde två mål.
1945–1949
Efter kriget gick den engelska fotbollen tillbaka till vardagen. Barnet hade tur och lyckades få tillbaka nästan alla spelare som varit med innan kriget. En blandning av de gamla storspelarna och ett par nya duktiga killar gjorde att Barnet fick ett starkt lag. De kvalificerade sig för FA-cupen där det blev respass mot Queens Park Rangers. 
Den stora höjdpunkten den här säsongen var dock FA:s amatörcup. Inför 53 802 åskådare på Stamford Bridge vann Barnet finalen genom att slå Bishop Auckland med 3–2. 
Den nya tekniken hade nu hittat till Underhill och i oktober 1946 visades matchen Barnet-Tooting & Mitcham på TV. Redan på den här tiden fick klubbarna ersättning vid TV-sändningar och Barnet erhöll hela £5! 
Säsongen 1946/47 är den hittills mest framgångsrika i Barnet FC:s historia. De gick till semifinal i FA Amatör-cup, utslagna av Leytonstone. Klubben slog också rekord då de vann London Senior Cup, London Charity Cup och London Intermediate Cup samma år. I sista seriematchen för säsongen säkrade de också ligatiteln genom att slå Hendon. Det var klubbens tredje titel i Athenian League.
1947 spelade Barnet en vänskapsmatch mot Sing Tao Sports Club of Honk Kong som blev den första kinesiska klubb att spela i England. 5000 åskådare hade tagit sig till Underhill för att se Barnet vinna med 5–3.
1948 nådde Barnet återigen final i FA Amatör-cup. Matchen spelades ännu en gång på Stamford Bridge, nu inför 59 605 åskådare, mot Leystonstone. En tuff och jämn match fick dock Barnet se sig besegrade med 1–0. Titeln till Leystonstone. Barnet fick dock anledning att jubla senare det året då de säkrade sin fjärde titel i Athenian League. Ännu en spelare från Barnet fick äran att spela för England då George Wheeler gjorde debut detta år. Dennis Kelleher, ni vet han som flydde från tyskarna, blev den andre Barnet-spelaren att spela för Storbritannien i OS då han blev uttagen i truppen till spelen på hemmaplan i London.
1950
Under de första åtta åren på 1950-talet slutade Barnet 8, 12, 9, 13, 11, 7, 15 och 4:a i Athenian League.
I mars 1951 deltog Barnet i Fyra Nationers Cup. Första matchen spelades mot österrikiska Floridodorfer och slutade med förlust, 0–8. Revansch mot Vejan Sportforening i andra matchen, vinst med 4–0. I september samma år mötte Barnet ett lag från Guldkusten. Matchen spelades på Underhill och Barnet gick segrande ur striden med 4–3.
Mitten av 1950-talet var en tuff tid för Barnet. Flera administrativa förändringar skedde och nästan hela truppen byttes ut. Underhill Stadium köptes av "kommunen" och hyrdes ut till klubben.
1958 började det se bättre ut. Klubben gick till semifinal i FA Amatör-Cup och säsongen efter vann man Athenian League igen. Faktum är att Barnet hade chansen på en dubbel då de även var i final i FA Amatör-Cup. De mötte Crook Town och förlorade med 2–3. På vägen till finalen slogs förmodligen ett målrekord. I andra omgången mötte man Willington och efter 1 minut och 15 sekunder stod det 2–1 till Barnet efter att de kvitterat och slagit in ett ledningsmål. Den målrika matchen slutade till slut 8–4 till Barnet.
1960–1965
Framgångarna i Athenian League fortsatte under början av 1960-talet. En tredjeplats 1961 följdes upp av två raka andraplatser och sedan två seriesegrar år 1964 och 1965.
9 januari 1965 spelade Barnet i tredje omgången av FA-cupen. Barnet ställdes mot regerande mästarna Preston North End hemma på Underhill inför 10 500 livliga åskådare. Matchen såg ut att punkteras när Preston gjorde 2–0 efter tio minuter men Barnet lyckades hålla de siffrorna till halvtid. I andra halvlek gjorde Barnet en heroisk insats och kom tillbaka till 2–2 som stod sig fram till 88:e minuten då ett självmål förstörde kvällen på Underhill.

### 1965–2000
1965 blev Barnet en professionell klubb och deltog i the Southern League First Division. Det var slutet på klubbens 52-åriga deltagande i the Athenian League. Barnet vann under dessa år ligan 6 gånger och hade lika många andraplatser.
Säsongen 1965/66 blev Barnet FC en halvprofessionell klubb. Innan säsongen startade gjorde Managern Dexter Adams två sluga värvningar. Han övertalade Les Eason, då 20 år gammal, att lämna Finchley för Barnet och kunde senare knyta till sig Barry King från Hitchin som blev den första spelaren i Barnet FC:s historia att skriva ett proffskontrakt. Nära dessa två herrar var klara följde flera spelare efter och förstärkte Barnets lag. Spelare som Jeff Voyce (spelade totalt 400 matcher), Dennis Roach (ca 250 matcher), Terry Casey (fd Walesisk landslagskapten) och Reg Finch (gjorde 215 mål på 400 matcher) anslöt. Spelarna som fanns i truppen skrev på nya kontrakt men föredrog att behålla sin amatörstatus.
Barnet inledde säsongen med en seger, 10–1 mot Hinckley Athletic. Les Easton gjorde en succésäsong med 31 mål och Barnet vann the Southern League Division 1.
Som nykomlingar i the Southern League Premier 1966/67 slutade klubben på en femteplats och gick till final i the Southern League Cup. I finalen som spelades över två matcher ställdes de mot Guildford City som blev en övermäktig motståndare.
1968/69 var en besvikelse. Barnet slutade bara 12:a i Premier Division trots 39 mål av Billy Meadows, 25 av Les Eason, 19 av Roger Figg och 13 av Colin Powell. De åkte ut i första omgången av FA-cupen mot Brentwood. 
1969/70 startade the FA Challenge Trophy och Barnet nådde semifinal där de förlorade mot Macclesfield. De nådde även tredje omgången av FA-cupen där de åkte ut mot Colchester (0–1).

#### 1970-talet
Säsongen 1971/72 blev en av de mest lyckosamma. Trots att man bara använde 15 spelare under 80 tävlingsmatcher nådde man Wembley i the FA Challenge Trophy. Man ställdes mot Stafford Rangers men förlorade med klara siffror, 0–3. Betydligt jämnare blev det i finalen i the Southern League Cup. Barnet spelade mot Hereford men förlorade tyvärr med 8–9 (2–2) efter straffsparkar.
1972/73 gav Barnet storklubben Queens Park Rangers rejält motstånd i FA-cupens tredje omgång. I bortamatchen på Loftus Road nådde man 0–0 och nu väntade returmatch på Underhill. Trots stöd från 11 000 åskådare lyckades dock inte Barnet stå emot ett starkt QPR utan fick se sig slagna med 0–3.
I april 1974 genomled Barnet FC en stor sorg. Klubbens President och starka man Mr George Sanderson avled. Sanderson var en respekterad man in fotbollsvärlden och hade arbetat i och kring Barnet sedan 1924.
1975 åkte Barnet ur the Southern League Premier men bara två säsonger senare tog man klivet tillbaka och stannade där i ytterligare två säsonger (7:a och 13:e).
Det var under den här perioden som många legender skapades. Namn som Jimmy Greaves, Marvin Hinton, Bob McNab, Terry Mancini och John Fairbrother är fortfarande aktade kring Underhill.
Jimmy Greaves är en legend inom engelsk fotboll och spelade i klubbar som Chelsea, Milan, Tottenham och West Ham. Han innehar fortfarande rekordet för skytteligavinster i England (6 st). Som 38-åring gjorde han en säsong i Barnet. Som mittfältare lyckades han göra 27 mål på en säsong och blev bäste målgörare i BFC.

#### 1980-talet
I kraft av placeringen i Premier Division fick Barnet FC en plats i den nyformade Alliance Premier League, som sedan kom att kallas the Conference League.
Under de tre första säsongerna i the Alliance League dansade Barnet kring nedflyttningsstrecket men klarade sig precis kvar. 1984/85, när det såg ut som att Barnet till slut skulle trilla ur lämnade Manager Barry Fry för Maidstone United. Säsongen räddades av före detta spelaren Roger Thompson som ledde laget under de sista tretton matcherna. Under Thompsons ledning förlorade Barnet bara en match och kontraktet var räddat.
1986 återtog Barry Fry platsen som manager. Han ledde laget till den bästa ligaplaceringen på många år med en andraplats i the Vauxhall Conference.
Trots turbulenta tider utanför planen spelade Barnet bra fotboll. Det blev ännu en andraplats 1986/87 och samma placering säsongen därefter. 1988/89 var en märklig säsong där Barnet inledde uselt, använde sig av inte mindre än 47 (!) spelare men lyckades till slut kämpa till sig en åttondeplats.
Nu var klubben på väg upp igen och 1989/90 slutade man tvåa igen.

#### 1990-talet
Barnet inledde 1990-talet på ett strålande sätt. 1990/91 nådde man tredje omgången i FA-cupen efter att ha slagit ut Clapton, Braintree, Harlow, Heybridge Swifts, Chelmsford City och Northampton Town. Hemma på Underhill blev dock Portsmouth för svåra.
Conference var ett riktigt getingbo och både Barnet, Colchester, Kettering Town och Altrincham hade chansen på uppflyttning. Efter att krutröken lagt sig efter sista omgången stod det dock klart att Barnet FC var seriesegrare.
Säsongen 1991/92, den första i League Division 4, slutade Barnet på en imponerande sjunde plats, precis utanför kvalplatserna. 
1992/93 förändrades seriesystemet i och med införandet av Premier League och Barnets serie kallades nu Division Three. Succén för Barry Frys grabbar fortsatte och laget slutade på en tredjeplats och uppflyttning var ett faktum.
I Division Two blev uppgiften övermäktig. Barnet förlorade 28 matcher och flyttades ner till Division Three igen. En liten ljusglimt denna säsong var dock 0–0-matchen mot Chelsea på Stamford Bridge i FA-cupen.
De närmsta sju säsongerna tillbringade Barnet i Division Three. Två gånger (1997/98 och 1999/2000) kvalade man för uppflyttning men misslyckades.
2000/01 tog det roliga slut för Barnet. Laget förlorade 25 matcher och åkte ner i Conference.

### 2000–2013
Under millenniets inledande fyra säsonger spelade Barnet FC i Football Conference och slutade alla säsonger på den övre halvan.
2004/05 hade Barnet FC en stark trupp och en vass målskytt i Giuliano Grazioli som prickade in hela 29 mål och låg bakom seriesegern. Barnet FC slutade hela 12 poäng före tvåan Hereford United FC.
2005/06 gjorde Barnet FC en godkänd comeback i proffsligorna och slutade på en 18:e plats, fem poäng från nedflyttning. 
Den stora höjdpunkten den säsongen kom dock i Ligacupen. Efter imponerande insatser mot Bristol City FC (4–2) och Plymouth Argyle FC (2–1) fick man i den tredje omgången åka till Old Trafford. Inför 43 673 åskådare och med ett Manchester United FC bestående av spelare som Tim Howard, Wes Brown och Kieran Richardson fick Barnet FC se sig besegrade med 4–1. Barnets glada målskytt var mittfältaren Dean Sinclair.
2006/2007 var en av Barnet FC:s bästa säsonger någonsin. En stabil mittenplacering i ligan där laget var och nosade på kvalplats kring jul. I FA Cupen nådde laget den fjärde omgången för första gången någonsin. Där blev de utslagna av Plymouth Argyle FC.
2007/2008 fortsatte det fina spelet. Man slutade på en 12:e plats i League Two efter att ha legat på kvalplats under hösten samt spelat positiv fotboll. I FA Cupen nådde man återigen den fjärde omgången, den här gången blev man utslagna av Bristol Rovers FC.
2008/2009 blev inte fullt lika framgångsrik och i december lämnade manager Paul Fairclough över till Ian Hendon. Den senare fick ordning på spelet och Barnet höll sig kvar ännu en säsong i League Two.
2009/2010 började lysande. Barnet låg en kort tid i serieledning men efter en lång och dyster vinter avslutades säsongen med dramatik. Inför sista omgången var man fortfarande hotade av nedflyttning men en seger med 1–0 inför storpublik på Underhill räddade kontraktet.
Under nästkommande säsonger lindansade man sig kvar i League Two. Mängder av tränarbyten och en stor spelaromsättning ledde dock till att Barnet FC efter säsongen 2012/13 till slut ändå ramlade ur League Two och fick ta nya tag i Conference.

### 2013–
En ny era för Barnet FC startade i och med säsongen 2013/14. Klubben flyttade från Underhill Stadium till The Hive Stadium som är en helt nybyggd arena. Det blev också första ligastarten med Edgar Davids som spelande tränare då han kom in i klubben i oktober 2012. Davids avgick under våren 2014 och ersattes av Martin Allen som manager.